# Scott River
La Scott River est une rivière en Australie-Occidentale. C'est un affluent du fleuve Blackwood qu'il rejoint à l'est de Malloy Island. Elle est en partie située dans le Scott National Park.
La rivière passe près de Walpole. Elle est au nord-est d'Augusta.
L'hydrogéologie et la qualité de l'eau de la rivière sont sensibles à la pollution et aux activités humaines,, incluant les activités minières qui ne sont généralement pas sans dommages pour la zone concernée.
La région de la Scott River abrite notamment l'espèce Adenanthos x pamela, un hybride naturel issu du croisement d’Adenanthos detmoldii et d’Adenanthos obovatus. L’arbuste buissonnant est un intermédiaire entre ses deux parents quant aux habitudes, à la forme des feuilles et à la couleur des fleurs. On trouve cette plante sur les bords des routes où les espèces de même origine poussent également. L’espèce est fertile malgré son origine hybride.